# Od soumraku do úsvitu
Od soumraku do úsvitu (v anglickém originále From Dusk Till Dawn) je americký akční a hororový film z roku 1996. Natočil jej Robert Rodriguez podle scénáře Quentina Tarantina, který v něm zahrál po boku George Clooneyho, Harveyho Keitela, Salmy Hayekové a Juliette Lewisové. 
Ihned po svém přijetí se film dočkal rozporuplných reakcí, často byla například kritizována přemíra násilí. Stal se ovšem komerčním úspěchem a kultovním filmem, zahájil stejnojmennou mediální franšízu čítající dva sequely, seriál i videohry. Film byl do roku 2000 zakázán v Irsku.

## Příběh
Bratři Seth a Richie Geckovi vykradli banku. Na útěku do Mexika vezmou cestou tři rukojmí: bývalého pastora Jacoba Fullera, jeho syna a dceru. Přejedou s nimi hranici a zastaví v mexickém baru Titty Twister, kde se mají setkat s převaděči. 
V baru se ale postupně někteří hosté, kapela, personál baru, exotické tanečnice a na konci i někteří hrdinové mění v krvelačné upíry. S nimi je stále se tenčící skupina nucena bojovat. Poslední záběr filmu pak ukazuje, že bar je jen vrcholek obrovské podzemní mayské pyramidy, jejíž okolí je poseto vraky vozidel z různě vzdálené minulosti.

## Obsazení
| George Clooney    | Seth Gecko              |
| Quentin Tarantino | Richard "Richie" Gecko  |
| Harvey Keitel     | Jacob Fuller            |
| Juliette Lewis    | Katherine "Kate" Fuller |
| Ernest Liu        | Scott Fuller            |
| Salma Hayek       | Santanico Pandemonium   |
| John Saxon        | Stanley Chase           |
| Danny Trejo       | Razor Charlie           |